# Neurogomphus dissimilis
Neurogomphus dissimilis là một loài chuồn chuồn ngô thuộc họ Gomphidae. Loài này có ở Malawi, Namibia, Zambia, và Zimbabwe. Môi trường sống tự nhiên của nó là các con sông.